# Gran Premio motociclistico di Francia 1953
Il Gran Premio motociclistico di Francia fu il quinto appuntamento del motomondiale 1953.
Si svolse il 2 agosto 1953 sul Circuito di Rouen. Corsero le classi 350, 500 e sidecar.
La gara della mezzo litro fu dominata dalle Gilera quattro cilindri, che occuparono per intero il podio.
In 350 Fergus Anderson vinse, confermando la supremazia della Moto Guzzi nella cilindrata: solo Ray Amm tenne alta la bandiera della Norton prima di ritirarsi in seguito a una caduta.
Nei sidecar, seconda vittoria stagionale per Eric Oliver.

## Classe 500

### Arrivati al traguardo
| Pos. | Pilota           | Moto   | Tempo        | Punti |
| ---- | ---------------- | ------ | ------------ | ----- |
| 1    | Geoff Duke       | Gilera | 1h 34' 09" 2 | 8     |
| 2    | Reg Armstrong    | Gilera | +16" 8       | 6     |
| 3    | Alfredo Milani   | Gilera | +1' 04" 4    | 4     |
| 4    | Ken Kavanagh     | Norton | +1' 14" 4    | 3     |
| 5    | Giuseppe Colnago | Gilera | +1' 32" 7    | 2     |
| 6    | Jack Brett       | Norton | +2' 05" 4    | 1     |
| 7    | Rod Coleman      | AJS    | +1 giro      |       |
| 8    | Dickie Dale      | Gilera | +1 giro      |       |
| 9    | Pierre Cherrier  | Norton | +3 giri      |       |
| 10   | Robin Fitton     | Norton | +6 giri      |       |
| 11   | Sidney Mason     | Norton | +7 giri      |       |
| 12   | Pierre Monneret  | Gilera |              |       |

### Ritirati
| Pilota             | Moto      | Motivo ritiro |
| ------------------ | --------- | ------------- |
| Jost Albisser      | Norton    |               |
| Friedel Schön      | Horex     |               |
| Georges Burggraf   | Norton    |               |
| Auguste Goffin     | Norton    |               |
| Georges Monneret   | Gilera    |               |
| Tommy Wood         | Norton    |               |
| Leo-Trevor Simpson | Matchless |               |

## Classe 350

### Arrivati al traguardo
| Pos. | Pilota            | Moto       | Tempo        | Punti |
| ---- | ----------------- | ---------- | ------------ | ----- |
| 1    | Fergus Anderson   | Moto Guzzi | 1h 13' 24" 7 | 8     |
| 2    | Pierre Monneret   | AJS        | +1' 55" 3    | 6     |
| 3    | Enrico Lorenzetti | Moto Guzzi | +1 giro      | 4     |
| 4    | Josef Albisser    | Norton     | +2 giri      | 3     |
| 5    | Tommy Wood        | Norton     | +2 giri      | 2     |
| 6    | Ray Laurent       | AJS        | +2 giri      | 1     |
| 7    | Auguste Goffin    | Norton     |              |       |

## Classe sidecar

### Arrivati al traguardo
| Pos | Pilota           | Passeggero         | Moto   | Tempo     | Punti |
| --- | ---------------- | ------------------ | ------ | --------- | ----- |
| 1   | Eric Oliver      | Stanley Dibben     | Norton | 52' 48" 8 | 8     |
| 2   | Cyril Smith      | Les Nutt           | Norton | +1' 17" 2 | 6     |
| 3   | Hans Haldemann   | Josef Albisser     | Norton | +1 giro   | 4     |
| 4   | Julien Deronne   | Bruno Leys         | Norton | +1 giro   | 3     |
| 5   | Marcel Masuy     | Jules Nies         | Norton | +1 giro   | 2     |
| 6   | Jean Murit       | Francis Flahaut    | Norton | +1 giro   | 1     |
| 7   | Jacques Drion    | Inge Stoll-Laforge | Norton | +2 giri   |       |
| 8   | Loni Neußner     | n.d.               | Norton |           |       |
| 9   | Fritz Hillebrand | Georg Barth        | BMW    |           |       |

## Fonti e bibliografia
- Corriere dello Sport, 3 agosto 1953, pag. 6.
- Risultati della 500 su autosport.com, su autosport.com.